# Гойтинское сражение
Гойтинское сражение, состоявшееся 7 марта 1919 года между частями Вооружённых сил Юга России и Чеченской Красной армии близ села Гойты (Чеченский округ), было частью Гражданской войны в России. Жителям села был поставлен ультиматум с требованием выдать укрывающихся в селе красноармейцев. На это жители села ответили решительным отказом. Это спровоцировало вооружённое нападение деникинцев на село, которое, однако, при поддержке Чеченской Красной армии и подошедших на помощь гойтинцам ополченцев из соседних сёл, было отбито.

## Предыстория
В январе 1919 года к Тереку двинулись войска Деникина. 11-я армия РККА отошла к Астрахани. Небольшие по численности силы Терской советской республики, выдвинувшиеся навстречу белогвардейцам, были разгромлены. В начале февраля деникинцы подошли к Владикавказу. В помощь защитникам города из Грозного были направлены две воинские части. Однако отстоять город не удалось и в ночь со 2 на 3 февраля оставшиеся в живых грозненцы вынуждены были отойти к Сунже. Здесь они соединились с красными казаками А. З. Дьякова и вместе несколько дней отбивались от наседавших деникинцев. Уцелевшие красноармейцы отступили в чеченские сёла, где их укрыли, предоставили кров и еду.
В начале марта 1919 года генерал-лейтенант П. Н. Шатилов потребовал от чеченцев выдать всех красноармейцев, укрывающихся в чеченских сёлах. Эти требования встретили решительный отказ со стороны чеченцев. Тогда деникинцы решили принудить горцев к выполнению своих требований силой. Они предприняли карательный рейд в село Гойты, на территории которого укрылись несколько сот красноармейцев.

## Сражение
Генерал Шатилов двинулся к селу с 1-й конной дивизией в составе 4 полков с 4 конными орудиями, 2 горными орудиями и 2 гаубицами. Войска двигались двумя колоннами: одна шла к селу севера (со стороны Грозного), другая — с северо-запада (со стороны станицы Ермоловской). Утром 7 марта белогвардейцы подошли к окраине села и предъявили ультиматум: в течение 24 часов выдать красноармейцев, иначе село будет сожжено. Между парламентариями завязалась перестрелка. Магомет Абазатов утверждает, что причиной отказа стали просоветские настроения сельчан. По мнению Лечи Гудаева, резкий отказ жителей связан с требованием нарушить традиции горского гостеприимства. Гостя нельзя выдворить, так как это несмываемый позор для хозяина. Гойтинцы вступили в упорный бой с деникинцами, не дожидаясь окончания срока ультиматума.
Деникинцам после нескольких атак удалось ворваться на окраину села, но упорное сопротивление жителей не позволяло им развить свой успех. На помощь обороняющимся пришли части Чеченской Красной армии и ополченцы из соседних сёл: из Урус-Мартана (командир Шихмирза Цицаев), Гехов (Гирма-Хаджи Чагаев), Алхазурово (Сулейман Муртазалиев), Шали (Ибрагим Геиев), Атагов (Алимсултан Эсембаев), Кулары (Муслу Абдулаев), Устар-Гордой и целого ряда других. Местный житель Юсуп Башаев передал защитникам села 10 тысяч патронов.
Фланги деникинцев оказались под ударом. Часть белогвардейцев подошедшие на помощь гойтинцам жители Алхан-Юрта загнали в болото, захватив при этом 2 орудия, 3 пулемёта, 8 фургонов и тачанку с боеприпасами. Совместными усилиями нападение белогвардейцев удалось отбить. В ходе боя защитники села потеряли убитыми, по одним данным, 150 человек, по другим — 220 (200 чеченцев и 20 русских). Погибшие были похоронены на одном кладбище.
Белогвардейцы в результате боя потеряли несколько сот человек убитыми. При этом они вынуждены были бросить всю артиллерию, большое число пулемётов и боеприпасов.

## В искусстве
Поэт Леча Умарович Ясаев написал стихотворение «Гойтинское сражение».